# Brusnice chocholičnatá
Brusnice chocholičnatá (Vaccinium corymbosum), známá též jako kanadská borůvka, je rostlina z čeledi vřesovcovitých. Pochází ze Severní Ameriky a v Evropě zdomácněla a je pěstována.

## Stavba těla
Brusnice chocholičnatá je opadavý keř dorůstající do výšky až 2,5 m. Listy jsou eliptické nebo vejčité, na stonku střídavě postavené. Květy jsou stopkaté, v hroznovitém květenství. Barva květu je bílá přes narůžovělou do růžové. Kvete v dubnu a květnu. Plody jsou modré až fialové, větší než plody brusnice borůvky a na rozdíl od ní nejsou uvnitř červené, ale bělavé. Dozrávají průběžně během léta.

## Význam a pěstování
Domovskou oblastí jsou vlhké lesy, louky a rašeliniště ve východní části severoamerického kontinentu od Ontaria po východní Texas. Kanadskou borůvku pěstovaly odpradávna různé indiánské kmeny pro její sladké plody. Od počátku 20. století byla šlechtěna, známo je několik odrůd, např.: 'Bluecrop', 'Blueray', 'Bluetta', 'Darrow', 'Herbert', 'Jersey', 'Patriot', 'Sunrise', 'Weymouth'. Dnes je nejvýznamnější komerčně pěstovanou borůvkou v USA, ale je rozšířená i v Evropě (Polsko), Japonsku, na Novém Zélandu, a to i v okrasných zahradách.
Jen některé odrůdy jsou samosprašné, proto se doporučuje vysadit alespoň dva keře poblíž sebe. Vyžaduje výrazně kyselou půdu (pH 4,5–5,5).

## Galerie

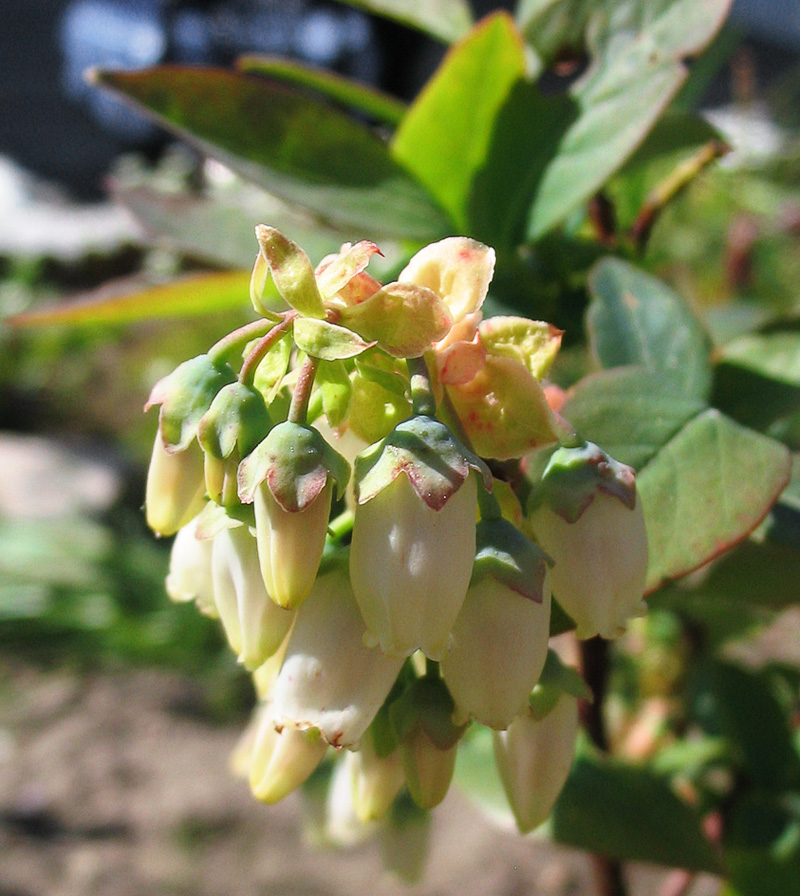
Květy
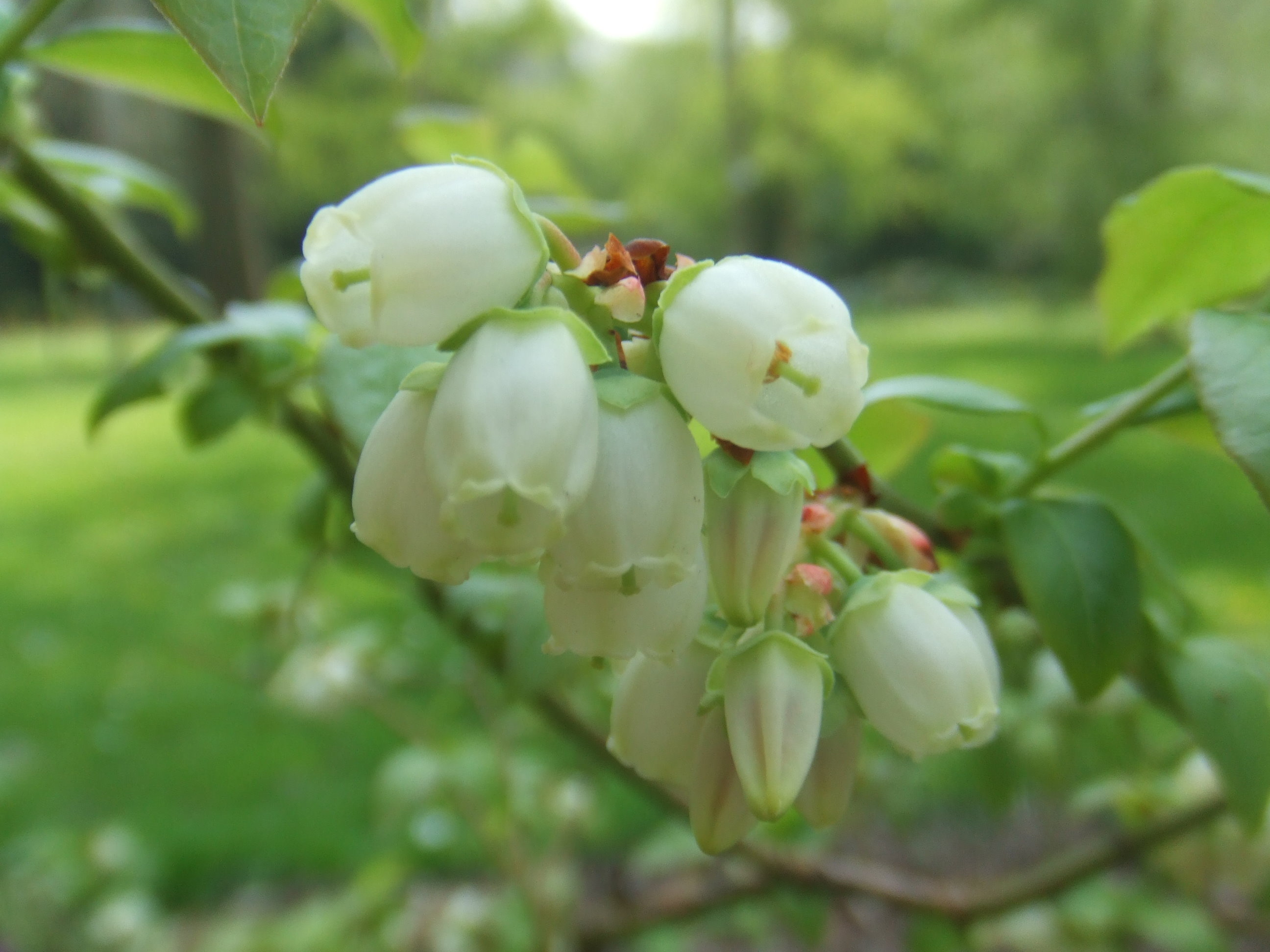
Květy
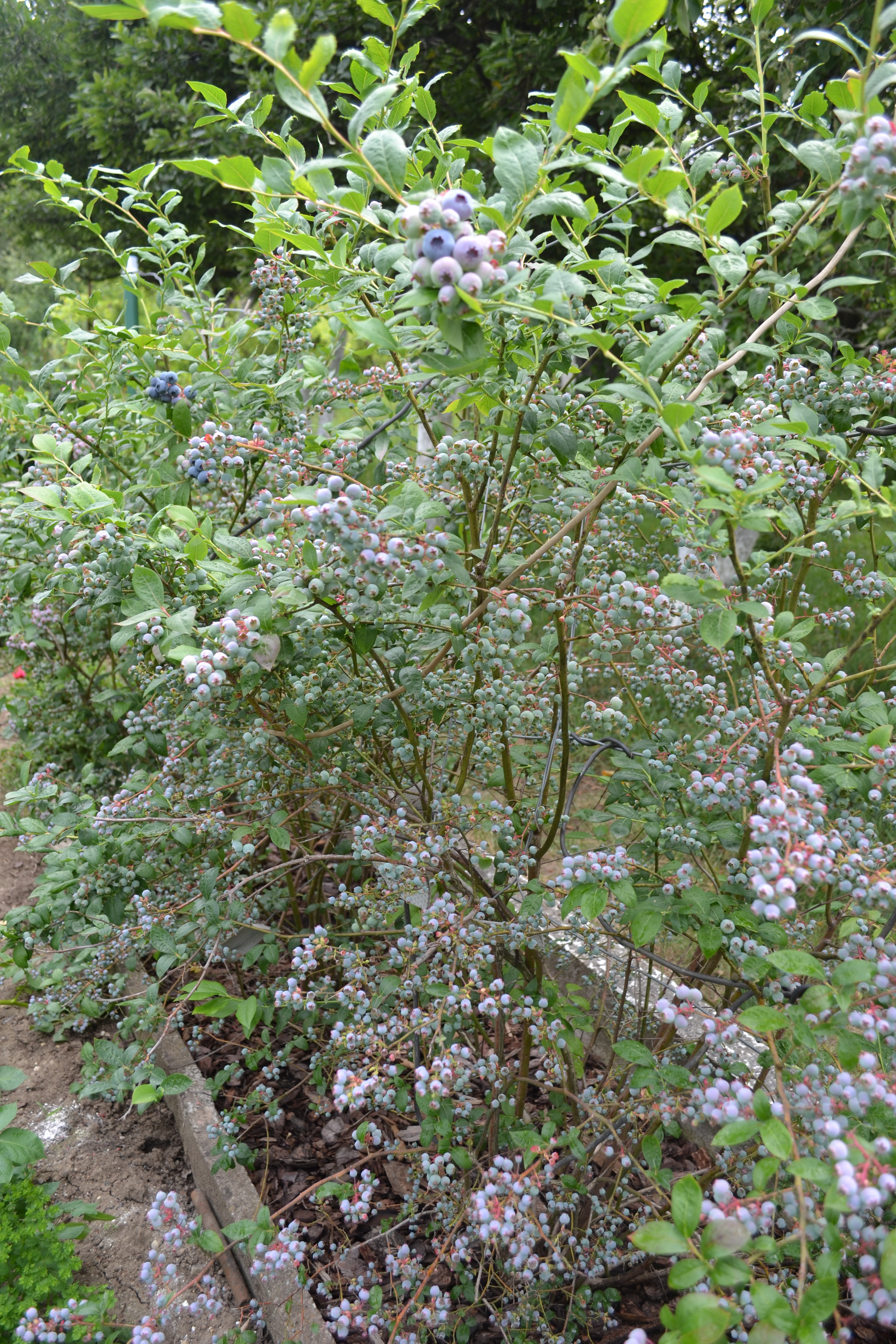
Nezralé a zralé plody
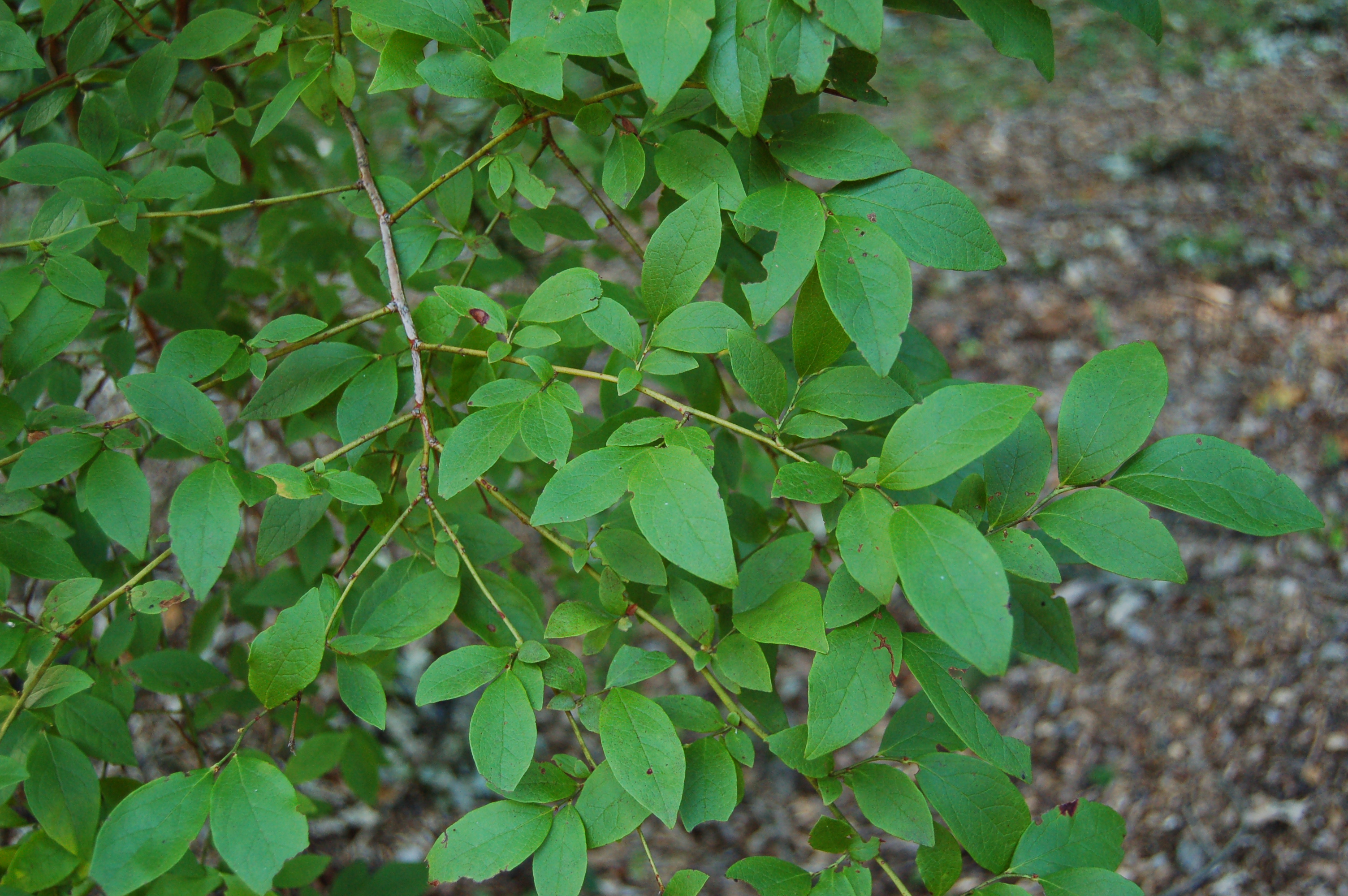
Listy